# Союз демократов за Европу
Пополяры-Союз демократов за Европу (итал.  Popolari Unione democratici per l’Europa, UDEUR) — итальянская центристская политическая партия христианско-демократического направления, существовавшая в 1999—2013 годах.

## История
Партия создана в 1999 году под названием Союз демократов за Европу (Unione democratici per l’Europa, UDEUR) в результате выхода Клементе Мастелла со своими сторонниками из партии Франческо Коссига Демократический союз за Республику. В 1999—2000 годах партию представлял во втором правительстве Д’Алема министр без портфеля по связям с парламентом Агацио Лойеро. В 2000 году партия вступила в левоцентристскую коалицию Оливковое дерево, в 2005 году приняла наименование Народный альянс-СДЕвро (Alleanza popolare-UDEUR) и вошла в новую левоцентристскую коалицию — «Союз». После победы этой коалиции на выборах 2006 года UDEUR вошла во второе правительство Проди (Мастелла получил портфель министра юстиции). Однако, в 2008 году, ввиду проведения против жены Мастелла юридического расследования, тот ушёл в отставку, спровоцировав падение правительства. В 2009—2010 годах партия блокировалась с правоцентристским Народом свободы Сильвио Берлускони на выборах в Европарламент и на местных выборах, в 2010 году приняла наименование Пополяры за Юг (Popolari per il Sud).
19 мая 2011 года при подготовке к выборам мэра Неаполя Мастелла провёл переговоры с Пьером Фердинандо Казини и Лоренцо Чеза (Союз Центра), Джанфранко Фини (Будущее и свобода) и Франческо Рутелли (Альянс за Италию), результатом которых стал политический союз этих партий.
В 2012 году на региональных выборах в Сицилии Пополяры за Юг не выставили собственный список, отдав свои голоса одному из кандидатов в президенты региона — Нелло Музумечи.
24 ноября 2013 года руководство партии приняло решение о слиянии с возрождённой в это же время партией Берлускони Вперёд, Италия.

## Секретарь партии
- Мастелла, Клементе (с 1999)

## Председатели партии
- Пиветти, Ирен (1999—2002)
- Дентамаро, Ида[итал.] (2002—2004)
- Мартинаццоли, Мино (2004—2005)
- Акуароне, Лоренцо[итал.] (2005—2006)
- Росси-Гаспаррини, Федерика[итал.] (2007—2008)
- Интриери, Марилина[итал.] (2009—2010)
- Mimmo Caratelli (2010—2013)